# グラウシュピッツ

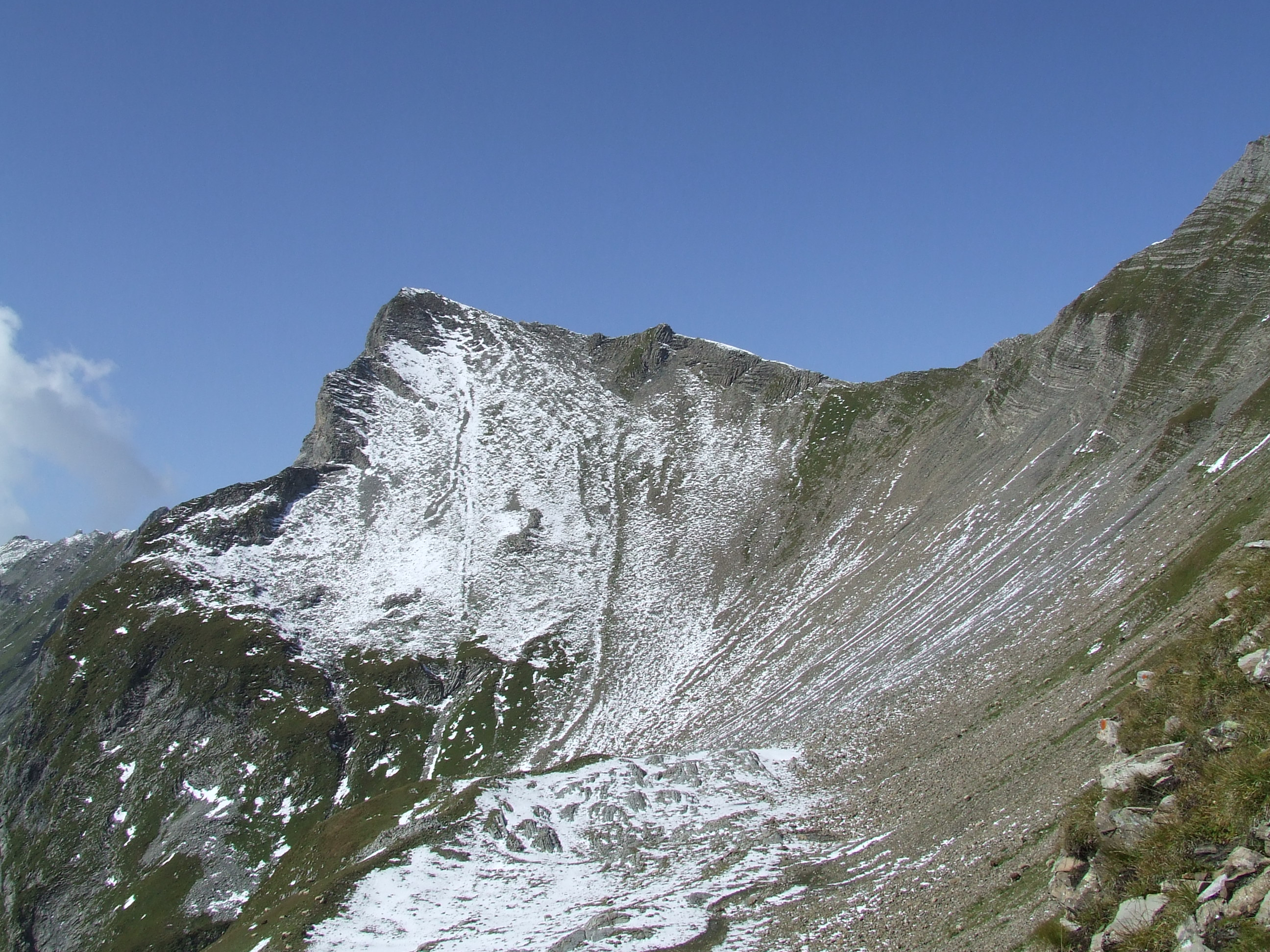
東側（スイス側）から山を仰ぐ

グラウシュピッツ（ドイツ語: Grauspitz、グラウシュピーツとも）は、スイスのグラウビュンデン州とリヒテンシュタインの国境に位置する、アルプス山脈のレティコン山系の山。グラウシュピッツェ (Grauspitze) とも呼ばれる。
標高は2599mで、リヒテンシュタインの最高峰。また、シェサプラナ山以西のレティコン山系の最高地点でもある。
北側にラヴェナタル谷（トリーゼン市）が、南側にフレッシャー・タール谷（グラウビュンデン州フレッシュ市）が刻まれている。双方ともライン川の支流で、西に向かって流れる。
奥グラウシュピッツを越えるのが最も登りやすいルートである。